# 雷山杜鹃
雷山杜鹃（学名：Rhododendron leishanicum）为杜鹃花科杜鹃花属下的一个种。

## 扩展阅读
- 維基物種上的相關：雷山杜鹃